# Cylindromyia
Genre
Synonymes
- Aldrichocyptera Townsend, 1936[2]
- Androcyptera Townsend, 1927[2]
- Catocyptera Townsend, 1927[2]
- Chaetocyptera Enderlein, 1936[2]
- Ocyptera Latreille, 1804[2]

Cylindromyia est un genre d'insectes de la famille des Tachinidae.

## Liste des espèces et sous-genres
Selon BioLib (5 septembre 2019) :
- sous-genre Cylindromyia (Apinocyptera) Townsend, 1915
  - Cylindromyia nana (Townsend, 1915)
  - Cylindromyia platensis Guimarães, 1976
  - Cylindromyia signatipennis (Wulp, 1892)
  - Cylindromyia thompsoni Guimarães, 1976
- sous-genre Cylindromyia (Calocyptera) Herting, 1983
  - Cylindromyia intermedia (Meigen, 1824)
- sous-genre Cylindromyia (Conopisoma) Speiser, 1910
  - Cylindromyia rufipes (Meigen, 1824)
- sous-genre Cylindromyia (Cylindromyia) Meigen, 1803
  - Cylindromyia aldrichi Cortés, 1944
  - Cylindromyia alticola Aldrich, 1926
  - Cylindromyia angustipennis Herting, 1983
  - Cylindromyia anthracina Guimarães, 1976
  - Cylindromyia apicalis Bigot, 1878
  - Cylindromyia armata Aldrich, 1926
  - Cylindromyia arnaudi Guimarães, 1976
  - Cylindromyia atra (Röder, 1885)
  - Cylindromyia bakeri Aldrich, 1926
  - Cylindromyia bicolor (Olivier, 1812)
  - Cylindromyia binotata (Bigot, 1878)
  - Cylindromyia brasiliana Townsend, 1927
  - Cylindromyia brassicaria (Fabricius, 1775)
  - Cylindromyia brevicornis (Loew, 1844)
  - Cylindromyia californica Bigot, 1878
  - Cylindromyia carinata Townsend, 1927
  - Cylindromyia decora Aldrich, 1926
  - Cylindromyia dorsalis (Wiedemann, 1830)
  - Cylindromyia euchenor (Walker, 1849)
  - Cylindromyia fumipennis (Bigot, 1878)
  - Cylindromyia minor (Roeder, 1885)
  - Cylindromyia nigra (Bigot, 1885)
  - Cylindromyia obscura (Bigot, 1885)
  - Cylindromyia pilipes (Loew, 1844)
  - Cylindromyia pirioni (Townsend, 1931)
  - Cylindromyia porteri (Brethes, 1925)
  - Cylindromyia propusilla Sabrosky & Arnaud, 1965
  - Cylindromyia uniformis Aldrich, 1926
  - Cylindromyia uruguayensis Guimarães, 1976
  - Cylindromyia xylotina (Egger, 1860)
- sous-genre Cylindromyia (Dupuisia) Lehrer, 1973
  - Cylindromyia crassa (Loew, 1845)
- sous-genre Cylindromyia (Exogaster) Rondani, 1856
  - Cylindromyia rufifrons (Loew, 1844)
- sous-genre Cylindromyia (Gerocyptera) Townsend, 1916
  - Cylindromyia petiolata (Townsend, 1927)
- sous-genre Cylindromyia (Ichneumonops) Townsend, 1908
  - Cylindromyia mirabilis (Townsend, 1908)
- sous-genre Cylindromyia (Malayocyptera) Townsend, 1926
  - Cylindromyia pandulata (Matsumura, 1916)
  - Cylindromyia umbripennis (van der Wulp, 1881)
- sous-genre Cylindromyia (Neocyptera) Townsend, 1916
  - Cylindromyia arator Reinhard, 1956
  - Cylindromyia auriceps (Meigen, 1838)
  - Cylindromyia compressa Aldrich, 1926
  - Cylindromyia hermonensis Kugler, 1974
  - Cylindromyia interrupta (Meigen, 1824)
  - Cylindromyia scapularis (Loew, 1845)
- sous-genre Cylindromyia (Ocypterula) Rondani, 1856
  - Cylindromyia pusilla (Meigen, 1824)
- Cylindromyia aberrans (Villeneuve, 1936)
- Cylindromyia ampla Cantrell, 1984
- Cylindromyia angustissimifrons Paramonov, 1956
- Cylindromyia atrata (Fabricius, 1805)
- Cylindromyia atratula Malloch, 1930
- Cylindromyia aurigans Cantrell, 1984
- Cylindromyia aurora Herting, 1983
- Cylindromyia bigoti Cantrell, 1984
- Cylindromyia bimacula (Walker, 1849)
- Cylindromyia braueri O’Hara & Cerretti, 2016
- Cylindromyia brunnea Malloch, 1930
- Cylindromyia carolinae (Robineau-Desvoidy, 1830)
- Cylindromyia completa Curran, 1927
- Cylindromyia cuspidata Cantrell, 1984
- Cylindromyia deserta (Villeneuve, 1936)
- Cylindromyia epytus (Walker, 1849)
- Cylindromyia eronis Curran, 1927
- Cylindromyia ethelia Curran, 1934
- Cylindromyia evibrissata (Townsend, 1927)
- Cylindromyia expansa Cantrell, 1984
- Cylindromyia flavibasis (Villeneuve, 1916)
- Cylindromyia flavitibia Sun & Marshall, 1995
- Cylindromyia fuscipennis (Wiedemann, 1819)
- Cylindromyia gemma (Richter, 1972)
- Cylindromyia hamata Cantrell, 1984
- Cylindromyia hemimelaena (Bezzi, 1923)
- Cylindromyia hobartana Paramonov, 1956
- Cylindromyia lavinia Curran, 1934
- Cylindromyia luciflua (Villeneuve, 1944)
- Cylindromyia marginalis (Wiedemann, 1824)
- Cylindromyia miracula (Speiser, 1910)
- Cylindromyia nigricosta Malloch, 1930
- Cylindromyia ocypteroides (Bezzi, 1908)
- Cylindromyia orientalis (Townsend, 1927)
- Cylindromyia oxyphera (Villeneuve, 1926)
- Cylindromyia pedunculata Curran, 1927
- Cylindromyia pictipennis (Macquart, 1835)
- Cylindromyia pilosa Cantrell, 1984
- Cylindromyia rieki Paramonov, 1956
- Cylindromyia rubida (Loew, 1854)
- Cylindromyia rufifemur Paramonov, 1956
- Cylindromyia rufohumera O’Hara & Cerretti, 2016
- Cylindromyia sensua Curran, 1934
- Cylindromyia soror (Wiedemann, 1830)
- Cylindromyia sydneyensis Malloch, 1930
- Cylindromyia tibetensis Sun & Marshall, 1995
- Cylindromyia tricolor Malloch, 1930
- Cylindromyia unguiculata Paramonov, 1956
- Cylindromyia vaurohumera (van Emden, 1945)
- Cylindromyia westralica Paramonov, 1956
- Cylindromyia xiphias (Bezzi, 1908)

Selon BioLib (5 septembre 2019) :
- Cylindromyia aberrans (Villeneuve, 1936)
- Cylindromyia aldrichi Cortés, 1944
- Cylindromyia alticola Aldrich, 1926
- Cylindromyia ampla Cantrell, 1984
- Cylindromyia angustipennis Herting, 1983
- Cylindromyia angustissimifrons Paramonov, 1956
- Cylindromyia anthracina Guimarães, 1976
- Cylindromyia apicalis Bigot, 1878
- Cylindromyia arator Reinhard, 1956
- Cylindromyia armata Aldrich, 1926
- Cylindromyia arnaudi Guimarães, 1976
- Cylindromyia atra (Röder, 1885)
- Cylindromyia atrata (Fabricius, 1805)
- Cylindromyia atratula Malloch, 1930
- Cylindromyia auriceps (Meigen, 1838)
- Cylindromyia aurigans Cantrell, 1984
- Cylindromyia aurora Herting, 1983
- Cylindromyia bakeri Aldrich, 1926
- Cylindromyia bicolor (Olivier, 1812)
- Cylindromyia bigoti Cantrell, 1984
- Cylindromyia bimacula (Walker, 1849)
- Cylindromyia binotata (Bigot, 1878)
- Cylindromyia brasiliana Townsend, 1927
- Cylindromyia brassicaria (Fabricius, 1775)
- Cylindromyia braueri O’Hara & Cerretti, 2016
- Cylindromyia brevicornis (Loew, 1844)
- Cylindromyia brunnea Malloch, 1930
- Cylindromyia californica Bigot, 1878
- Cylindromyia carinata Townsend, 1927
- Cylindromyia carolinae (Robineau-Desvoidy, 1830)
- Cylindromyia completa Curran, 1927
- Cylindromyia compressa Aldrich, 1926
- Cylindromyia crassa (Loew, 1845)
- Cylindromyia cuspidata Cantrell, 1984
- Cylindromyia decora Aldrich, 1926
- Cylindromyia deserta (Villeneuve, 1936)
- Cylindromyia dorsalis (Wiedemann, 1830)
- Cylindromyia epytus (Walker, 1849)
- Cylindromyia eronis Curran, 1927
- Cylindromyia ethelia Curran, 1934
- Cylindromyia euchenor (Walker, 1849)
- Cylindromyia evibrissata (Townsend, 1927)
- Cylindromyia expansa Cantrell, 1984
- Cylindromyia flavibasis (Villeneuve, 1916)
- Cylindromyia flavitibia Sun & Marshall, 1995
- Cylindromyia fumipennis (Bigot, 1878)
- Cylindromyia fuscipennis (Wiedemann, 1819)
- Cylindromyia gemma (Richter, 1972)
- Cylindromyia hamata Cantrell, 1984
- Cylindromyia hemimelaena (Bezzi, 1923)
- Cylindromyia hermonensis Kugler, 1974
- Cylindromyia hobartana Paramonov, 1956
- Cylindromyia intermedia (Meigen, 1824)
- Cylindromyia interrupta (Meigen, 1824)
- Cylindromyia lavinia Curran, 1934
- Cylindromyia luciflua (Villeneuve, 1944)
- Cylindromyia marginalis (Wiedemann, 1824)
- Cylindromyia minor (Roeder, 1885)
- Cylindromyia mirabilis (Townsend, 1908)
- Cylindromyia miracula (Speiser, 1910)
- Cylindromyia nana (Townsend, 1915)
- Cylindromyia nigra (Bigot, 1885)
- Cylindromyia nigricosta Malloch, 1930
- Cylindromyia obscura (Bigot, 1885)
- Cylindromyia ocypteroides (Bezzi, 1908)
- Cylindromyia orientalis (Townsend, 1927)
- Cylindromyia oxyphera (Villeneuve, 1926)
- Cylindromyia pandulata (Matsumura, 1916)
- Cylindromyia pedunculata Curran, 1927
- Cylindromyia petiolata (Townsend, 1927)
- Cylindromyia pictipennis (Macquart, 1835)
- Cylindromyia pilipes (Loew, 1844)
- Cylindromyia pilosa Cantrell, 1984
- Cylindromyia pirioni (Townsend, 1931)
- Cylindromyia platensis Guimarães, 1976
- Cylindromyia porteri (Brethes, 1925)
- Cylindromyia propusilla Sabrosky & Arnaud, 1965
- Cylindromyia pusilla (Meigen, 1824)
- Cylindromyia rieki Paramonov, 1956
- Cylindromyia rubida (Loew, 1854)
- Cylindromyia rufifemur Paramonov, 1956
- Cylindromyia rufifrons (Loew, 1844)
- Cylindromyia rufipes (Meigen, 1824)
- Cylindromyia rufohumera O’Hara & Cerretti, 2016
- Cylindromyia scapularis (Loew, 1845)
- Cylindromyia sensua Curran, 1934
- Cylindromyia signatipennis (Wulp, 1892)
- Cylindromyia soror (Wiedemann, 1830)
- Cylindromyia sydneyensis Malloch, 1930
- Cylindromyia thompsoni Guimarães, 1976
- Cylindromyia tibetensis Sun & Marshall, 1995
- Cylindromyia tricolor Malloch, 1930
- Cylindromyia umbripennis (van der Wulp, 1881)
- Cylindromyia unguiculata Paramonov, 1956
- Cylindromyia uniformis Aldrich, 1926
- Cylindromyia uruguayensis Guimarães, 1976
- Cylindromyia vaurohumera (van Emden, 1945)
- Cylindromyia westralica Paramonov, 1956
- Cylindromyia xiphias (Bezzi, 1908)
- Cylindromyia xylotina (Egger, 1860)

Selon Catalogue of Life (5 septembre 2019) :
- Cylindromyia aberrans (Villeneuve, 1936)
- Cylindromyia agnieszkae Kolomiets, 1977
- Cylindromyia aldrichi Cortes, 1944
- Cylindromyia alticola Aldrich, 1926
- Cylindromyia ampla Cantrell, 1984
- Cylindromyia angustipennis Herting, 1983
- Cylindromyia angustissimifrons Paramonov, 1956
- Cylindromyia anthracina Guimaraes, 1976
- Cylindromyia apicalis (Bigot, 1878)
- Cylindromyia arator Reinhard, 1956
- Cylindromyia armata Aldrich, 1926
- Cylindromyia arnaudi Guimaraes, 1976
- Cylindromyia atra (Roder, 1885)
- Cylindromyia atrata (Fabricius, 1805)
- Cylindromyia atratula Malloch, 1930
- Cylindromyia atricauda Aldrich, 1934
- Cylindromyia auriceps (Meigen, 1838)
- Cylindromyia aurigans Cantrell, 1984
- Cylindromyia aurohumera (Emden, 1945)
- Cylindromyia aurora Mesnil, 1983
- Cylindromyia bakeri Aldrich, 1926
- Cylindromyia bicolor (Olivier, 1811)
- Cylindromyia bigoti Cantrell, 1984
- Cylindromyia bimacula (Walker, 1849)
- Cylindromyia binotata (Bigot, 1878)
- Cylindromyia brasiliana (Townsend, 1927)
- Cylindromyia brassicaria (Fabricius, 1775)
- Cylindromyia brevicornis (Loew, 1844)
- Cylindromyia brunnea Malloch, 1930
- Cylindromyia californica (Bigot, 1878)
- Cylindromyia carinata (Townsend, 1927)
- Cylindromyia carolinae (Robineau-Desvoidy, 1830)
- Cylindromyia completa Curran, 1927
- Cylindromyia compressa Aldrich, 1926
- Cylindromyia crassa (Loew, 1845)
- Cylindromyia cuspidata Cantrell, 1984
- Cylindromyia cylindrica (Fabricius, 1805)
- Cylindromyia decora Aldrich, 1926
- Cylindromyia deserta (Villeneuve, 1936)
- Cylindromyia dimidiata (OLIVIER, 1811)
- Cylindromyia diversa (Walker, 1853)
- Cylindromyia dolichocera Richter, 1972
- Cylindromyia dorsalis Wiedemann, 1830
- Cylindromyia dotatas (Walker, 1849)
- Cylindromyia epytus (Walker, 1849)
- Cylindromyia eronis Curran, 1927
- Cylindromyia ethelia Curran, 1934
- Cylindromyia euchenor (Walker, 1849)
- Cylindromyia evibrissata (Townsend, 1927)
- Cylindromyia expansa Cantrell, 1984
- Cylindromyia flavibasis (Villeneuve, 1916)
- Cylindromyia flavitibia Sun & Marshall, 1995
- Cylindromyia fumipennis (Bigot, 1878)
- Cylindromyia fuscipennis (Wiedemann, 1819)
- Cylindromyia gemma (Richter, 1972)
- Cylindromyia hamata Cantrell, 1984
- Cylindromyia hemimelaena (Bezzi, 1923)
- Cylindromyia hermonensis Kugler, 1974
- Cylindromyia hirtipleura Malloch, 1931
- Cylindromyia hobartana Paramonov, 1956
- Cylindromyia intermedia (Meigen, 1824)
- Cylindromyia interrupta (Meigen, 1824)
- Cylindromyia lavinia Curran, 1934
- Cylindromyia lobata (Sabrosky, 1967)
- Cylindromyia luciflua (Villeneuve, 1944)
- Cylindromyia marginalis (Wiedemann, 1824)
- Cylindromyia maroccana Tschorsnig, 1997
- Cylindromyia minor (Roder, 1885)
- Cylindromyia mirabilis (Townsend, 1908)
- Cylindromyia miracula (Speiser, 1910)
- Cylindromyia montana Kugler, 1974
- Cylindromyia morio (Brulle, 1833)
- Cylindromyia munita (Townsend, 1926)
- Cylindromyia nana (Townsend, 1915)
- Cylindromyia nigricosta Malloch, 1930
- Cylindromyia nigrina (Wulp, 1883)
- Cylindromyia nigrita (Robineau-Desvoidy, 1863)
- Cylindromyia obscura (Bigot, 1878)
- Cylindromyia ochrescens (Townsend, 1931)
- Cylindromyia ocypteroides (Bezzi, 1908)
- Cylindromyia orientalis (Townsend, 1927)
- Cylindromyia oxyphera (Villeneuve, 1926)
- Cylindromyia pacifica Bezzi, 1928
- Cylindromyia pandulata (Matsumura, 1916)
- Cylindromyia pendunculata Curran, 1927
- Cylindromyia persica Tschorsnig, 2000
- Cylindromyia petiolata (Townsend, 1927)
- Cylindromyia pictipennis (Macquart, 1835)
- Cylindromyia pilipes (Loew, 1844)
- Cylindromyia pilosa Cantrell, 1984
- Cylindromyia pirioni (Townsend, 1931)
- Cylindromyia platensis Guimaraes, 1976
- Cylindromyia porteri (Brethes, 1925)
- Cylindromyia propusilla Sabrosky & Arnaud, 1965
- Cylindromyia pusilla (Meigen, 1824)
- Cylindromyia pyralidis (Robineau-Desvoidy, 1863)
- Cylindromyia rectinervis Herting, 1973
- Cylindromyia retroflexa (Villeneuve, 1944)
- Cylindromyia rieki Paramonov, 1956
- Cylindromyia robusta (Loew, 1847)
- Cylindromyia rubida (Loew, 1854)
- Cylindromyia rufifemur Paramonov, 1956
- Cylindromyia rufifrons (Loew, 1844)
- Cylindromyia rufipes (Meigen, 1824)
- Cylindromyia scapularis (Loew, 1845)
- Cylindromyia sensua Curran, 1934
- Cylindromyia signata (Townsend, 1915)
- Cylindromyia signatipennis (Wulp, 1892)
- Cylindromyia simplex (Bigot, 1878)
- Cylindromyia soror (Bigot, 1878)
- Cylindromyia sternalis Reinhard, 1955
- Cylindromyia sydneyensis Malloch, 1930
- Cylindromyia theodori Kugler, 1974
- Cylindromyia thompsoni Guimaraes, 1976
- Cylindromyia tibetensis Sun & Marshall, 1995
- Cylindromyia townsendi Guimaraes, 1971
- Cylindromyia tricolor Malloch, 1930
- Cylindromyia umbripennis (Wulp, 1881)
- Cylindromyia unguiculata Paramonov, 1956
- Cylindromyia uniformis Aldrich, 1926
- Cylindromyia uruguayensis Guimaraes, 1976
- Cylindromyia westralica Paramonov, 1956
- Cylindromyia xiphias (Bezzi, 1908)
- Cylindromyia xylotina (Egger, 1860)

Selon ITIS (5 septembre 2019) :
- sous-genre Cylindromyia (Apinocyptera) Townsend, 1915
- sous-genre Cylindromyia (Calocyptera) Herting, 1983
- sous-genre Cylindromyia (Cylindromyia) Meigen, 1803
- sous-genre Cylindromyia (Ichneumonops) Townsend, 1908
- sous-genre Cylindromyia (Neocyptera) Townsend, 1916